# ميريديث غراي
ميريديث غراي  (بالإنجليزية: Meredith Grey)‏, دكتور في الطب، هي شخصية خيالية من المسلسل الطبي الدرامي الناجح غريز أناتومي، والذي يعرض على هيئة الإذاعة الأمريكية في الولايات المتحدة. الشخصية تم إنشائها عن طريق منتجة المسلسلشوندا رايمس، وتم تأديت الشخصية من قبل الممثلة إلين بومبيو. ميريديث هي بطلة السلسلة وتم تقديمها في المسلسل على أنها متدربة جراحة في مستشفى سياتل قريس الخيالي (لاحقاً مستشفى سياتل غريس-الرحمة الغربية، بعد ذلك مستشفى قراي سلون التذكاري)، مؤخراً بدت تحصل شخصيتها على بعض التقيم وتم تعينها في عام 2015 كرئيسة قسم الجراحة العامة.

## التطور

### تجربة الأداء والتأسيس

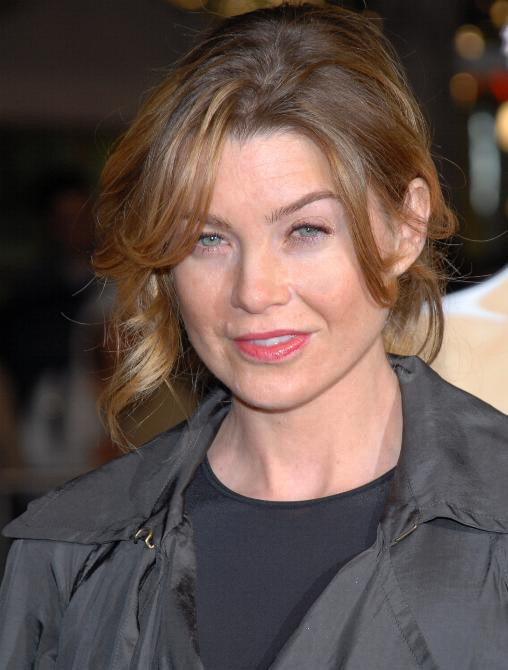
وجدوها أو عدمه بومبيو ستعود بعد إنتهاء عقدها ، كانت دائماً مسألة مضاربة.

اكتشفت بومبيو غريز أناتومي بعد عام من عدم القيام بأي شيء بإستثناء قراءة النصوص والبحث عن المشاريع التي تناسبها بشكل أفضل. بينما كانت تجارب الأداء للممثلات الراغبات بأداء دور ميريديث غراي، قالت مبتكرة السلسلة:«ظللت أقول أننا بحاجة لفتاة كتلك التي فيمونلايت مايل، وبعد فترة كنا مثل ذلك» نعتقد أننا نستطيع الحصول على تلك الفتاة التي في مونلايت مايل «قضيت وقتاً معها وتعرفت عليها ولاحقاً بدئنا تجارب الأداء للمثلين الرجال» قالت المبتكرة أنه دور غراي ليس دوراً يسهل القيام به. أبلغت رايمس أن الممثلة التي تريدها هي بومبيو والتي كان لديها إتفاق مع هيئة الإذاعة الأمريكية.

### الوصف

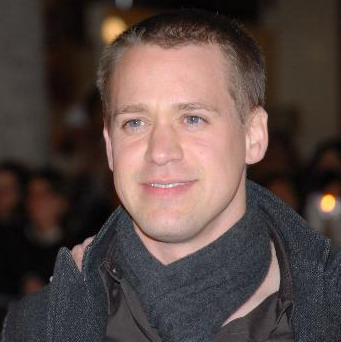

### التعليقات

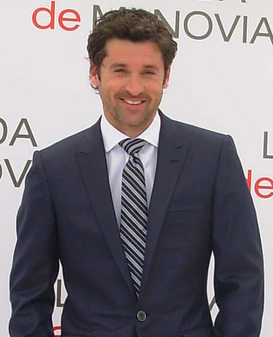
توصل بومبيو مع باتريك ديمبسي (ديريك شيبرد) أشتهر بأنه وصل لنقطة عالية في هذه السلسلة.

## الأراء

### الجوائز

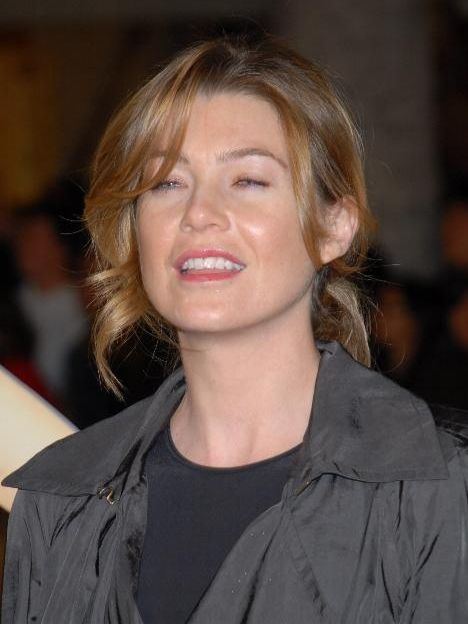
بومبيو فشلت في كسب ترشيح لجائزة إيمي في مناسابات متعددة.

بومبيو حصلت وترشحت لعدة جوائز عن شخصيتها في المسلسل ميريديث.